# UFC Fight Night: Rodríguez vs. Caceres
UFC Fight Night: Rodríguez vs. Caceres foi um evento de artes marciais mistas promovido pelo Ultimate Fighting Championship, ocorrido em 6 de agosto de 2016 na Vivint Smart Home Arena, em Salt Lake City, nos Estados Unidos.

## Background
O evento foi o primeiro que a organização realizou em Utah.
A promoção, previamente, programou um evento em Salt Lake City, em agosto de 2010, o UFC Live: Jones vs. Matyushenko. No entanto, o evento foi transferido para San Diego, California, devido à pouca quantidade de ingressos vendidos no mercado de Utah.
A luta no peso-pena, entre um dos vencedores do The Ultimate Fighter: América Latina, Yair Rodríguez, e Alex Caceres, foi a luta principal do evento.
Brad Tavares foi brevemente ligado à uma luta com Thales Leites no evento. No entanto, Tavares foi forçado a sair da luta, com uma lesão na costela, e substituído por Chris Camozzi.
Justine Kish enfrentaria Maryna Moroz no evento. Todavia, Kish foi retirada da luta, em 22 de julho, devido a uma fratura espiral no seu dedo. Ela foi substituída seis dias depois pela estreante na promoção, Danielle Taylor.

## Bônus da Noite
- Luta da Noite:  Yair Rodríguez vs.  Alex Caceres
- Performance da Noite:  Marcin Tybura e  Teruto Ishihara